# Scopula diffluata
Scopula diffluata là một loài bướm đêm trong họ Geometridae.